# Adam Albert
Adam Albert (Burggrumbach, 1862. augusztus 13. – 1924) német író.

## Élete
Apja malomtulajdonos volt. Már két éve a würzburgi egyetem hallgatója volt, amikor családja tönkrement, s csak a legnagyobb nehézségek árán tudta tanulmányait folytatni. 1880-ban három évre katonának állt, a 2. tüzérezrednél szolgált mint tüzér. Szolgálata után tartalékba helyezték, határőrként szolgált tovább Allgäuban. A nagy forgalmú állomáshelyen lehetősége volt a különböző emberek viselkedését, szokásait tanulmányozni, az itt szerzett tapasztalatok későbbi munkáiban gyakran feltűnnek. Összesen hét évet szolgált a katonaságnál. Az 1890-es évek elején kezdett az irodalommal foglalkozni, munkái szinte állandó színtere a bajor határvidék. Első munkája 1899-ben jelent meg. 1902-ben vonult nyugdíjba, ezután csak az irodalommal foglalkozott. A München melletti Planeggben telepedett le, 1904 körül Münchenbe költözött. Halála pontos dátuma nem ismert, az 1917-ben megjelent Kürschners Deutscher Literatur-Kalender még mint élő személyt említi, a Német Nemzeti Könyvtár katalógusa 1924-et jelöli halálozási évként.

## Válogatott munkái
- Wetter-Tannen (Bad Reichenhall, 1899)
- Almdisteln : Hochlands-Erzählungen (Drezda, 1901)
- Die Dorfrebellen (Drezda, 1905)
- Der Zollkommissär: ein Roman von der Grenze (Drezda, 1907)
- Fichtel und Söhne: Hochlandsroman (Lipcse, 1908)
- Die Rache ist mein (Berlin, 1917)